# Городцы (Тверская область)
Городцы — деревня в Кувшиновском районе Тверской области. Входит в состав Прямухинского сельского поселения.

## География
Находится в центральной части Тверской области на расстоянии приблизительно 9 км (по прямой) на юго-восток от города Кувшинова, административного центра района.

## История
Была отмечена на карте еще 1825 года. В 1859 году здесь (деревня Новоторжского уезда) было учтено 26 дворов. До 2015 года входила в состав Заовражского сельского поселения.

## Население
Численность населения составляла 281 человек (1859 год), 2 (русские 50 %, украинцы 50 %) в 2002 году, 1 в 2010.